# أرشيبالد د. جونستون
أرشيبالد د. جونستون هو سياسي كندي، ولد في 5 مارس 1940، وتوفي في 25 يونيو 2003. حزبياً، نشط في الرابطة التقدمية المحافظة في ألبرتا ‏. وقد انتخب عضو الجمعية التشريعية ألبرتا.